# Distribución de software
Una distribución de software, también conocido como software distro, es un conjunto de software específico (o una colección de múltiple software, incluso un sistema operativo), ya compilado y configurado. Generalmente pueden tomar formas de licencia, de entre la más usada es la licencia GPL u open source. También puede tomar la forma de una distribución binaria, un instalador (.exe) que puede ser descargado desde Internet. Distribución de software también se puede referir a los tipos de Otherware (como careware y donateware).
Pueden ser distribuciones oficiales de los autores originales del software, o distribuciones 3rd party.

## Herramientas de distribución de código abierto
GNU Autotools son ampliamente usadas para las distribuciones y consisten de códigos fuente escritos en C++ y C, pero no están limitados a estos.
El lenguaje de programación Python ofrece una utilidad para distribuciones llamada  distutils, que requiere la creación de un archivo de configuración setup.py.

## Herramientas de distribución para dispositivos móviles
Distribución de software para pequeños dispositivos móviles como teléfonos, PDA y otros dispositivos portátiles, es un desafío particular debido a su conectividad ad-hoc.
Algunas herramientas que abastecen esta categoría de dispositivos son:
- Sybase iAnywhere Afaria
- SYBASE AFARIA. Argentina
- SYBASE AFARIA. Ecuador
- SYBASE AFARIA. Bolivia (enlace roto disponible en Internet Archive; véase el historial, la primera versión y la última).
- SYBASE AFARIA. República Dominicana (enlace roto disponible en Internet Archive; véase el historial, la primera versión y la última).

## Archivos estándar
Los proyectos Open source generalmente contienen unos pocos tipos de archivo de documentación del software en el directorio raíz de la distribución. La mayoría de estos archivos son:
- README - documentación general.
- Changelog - lista de cambios al software (actualizaciones)
- INSTALL - instrucciones "cómo instalar"
- LICENSE o COPYING - condiciones de uso del software (licencia de software)
- CREDITS o AUTHORS - autores del software

Algunos archivos menos frecuentes en las distribuciones son:
- FAQ - preguntas frecuentes respecto al software
- TODO - lista de características
- BUGS - lista de bugs
- HACKING - guía de desarrollo
- NEWS - información del proyecto, algunas veces reemplaza el Changelog